# Alternatywne i wspomagające metody komunikacji

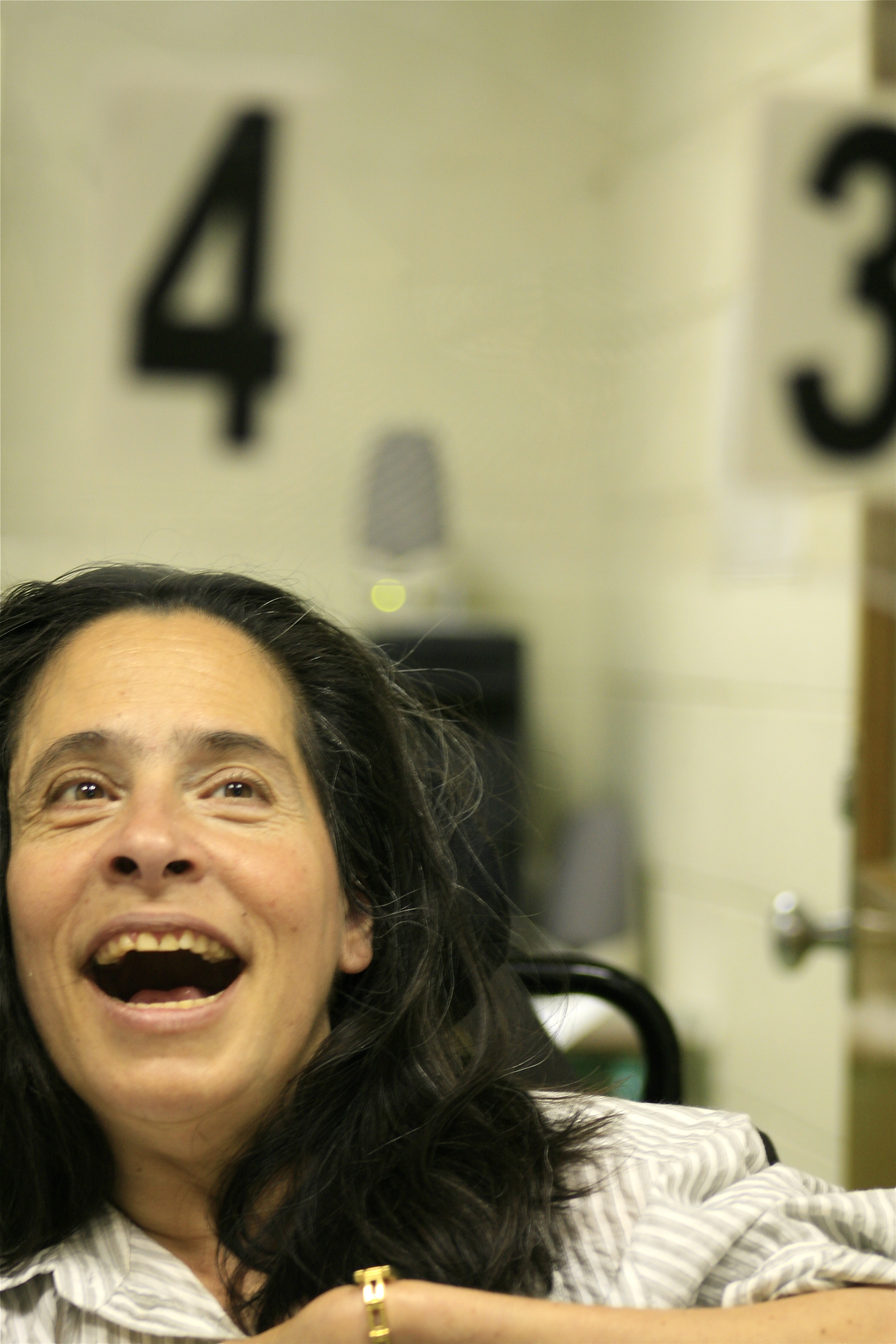
Użytkownik AAC wskazuje serię liczb na planszy do komunikacji wzrokowej w celu przekazania słowa.

Alternatywne i wspomagające metody komunikacji (ang. Augmentative and alternative communication (AAC) – dosłownie wspomagająca i alternatywna komunikacja) – grupa metod mających na celu umożliwienie komunikowanie się osobom, które nie posiadają umiejętności mowy bądź posiadają ją w stopniu uniemożliwiającym satysfakcjonującą komunikację.
AAC łączy wiedzę z dziedzin, takich jak: logopedia, psychologia, pedagogika, lingwistyka, fizjoterapia, medycyna. 

## Definicje

### Komunikacja alternatywna
Przeznaczona jest dla osób, które nie nabyły umiejętności mówienia lub też ją straciły w wyniku urazów neurologicznych (stan po udarze mózgu, stany minimalnej świadomości, stan po urazie komunikacyjnym – np. uraz czaszkowo-mózgowy), chorób neurodegeneracyjnych (jak np. choroba Alzheimera, stwardnienie zanikowe boczne) czy po przebytych operacjach (laryngektomia całkowita).

### Komunikacja wspomagająca
Przeznaczona jest dla osób, których umiejętność mówienia nie zapewnia im skutecznego porozumiewania się z otoczeniem (np. mowa niewyraźna) lub nie wykształciły jeszcze umiejętności mowy, a wprowadzenie systemu komunikacji ma pomóc w jej rozwoju.

## Rodzaje AAC

### Komunikacja niewspomagana
W przypadku niewspomaganych systemów AAC nie są potrzebne żadne zewnętrzne narzędzia — zaliczają się do nich mimika, wokalizacje, gesty oraz języki i systemy migowe. Nieformalne wokalizacje i gesty, w tym mowa ciała i wyrazy twarzy, są częścią naturalnej komunikacji i takie sygnały mogą być używane przez osoby ze znaczną niepełnosprawnością.
W przeciwieństwie do nich języki migowe posiadają strukturę lingwistyczną i pozwalają na wyrażanie nieograniczonej liczby komunikatów.

### Komunikacja wspomagana

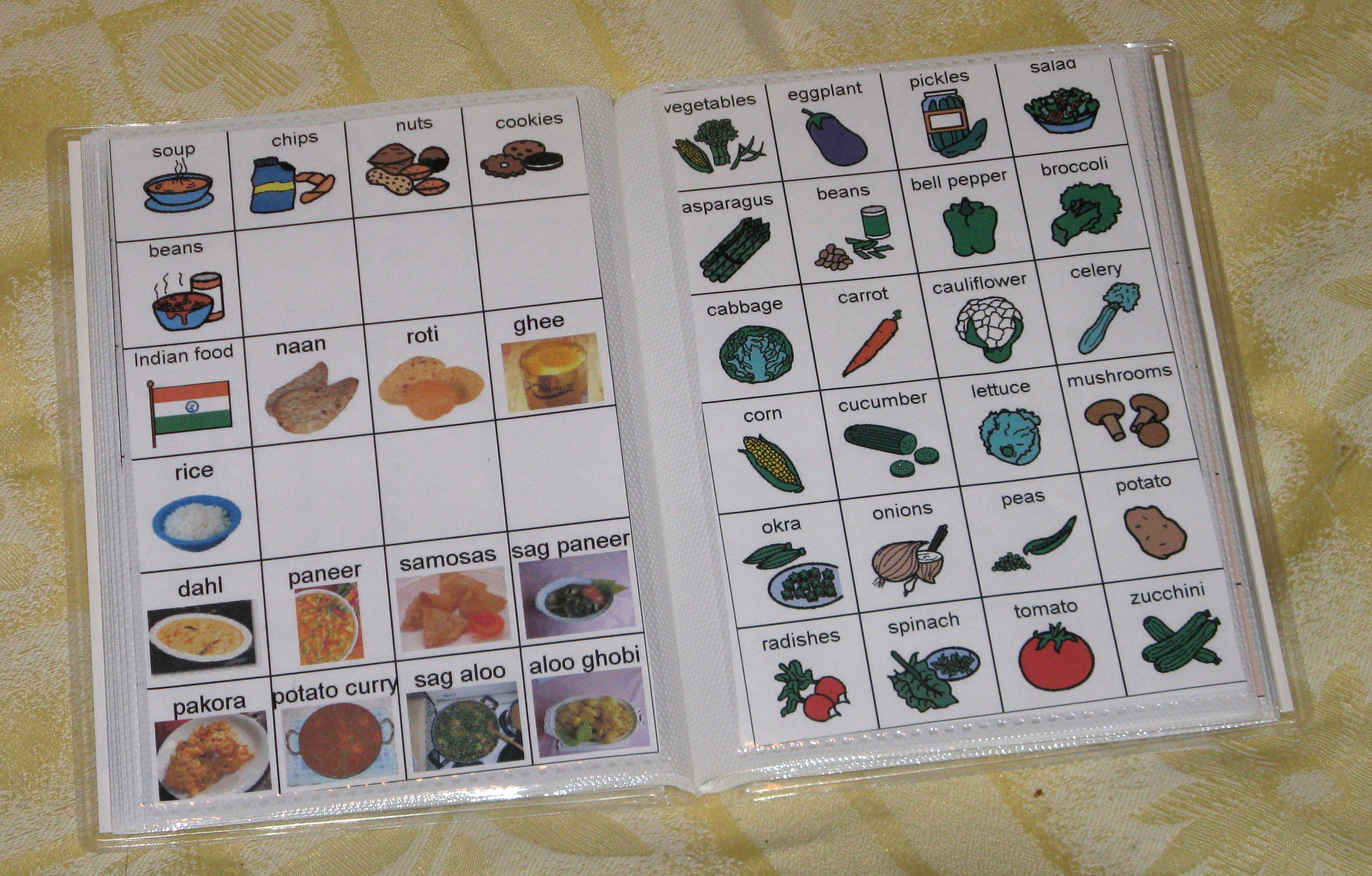
Książka z symbolami do komunikacji

O komunikacji wspomaganej mówimy, gdy osoba posługuje się w czasie komunikowania pomocami: tablicami, książkami lub komunikatorami zawierającymi znaki (np. z systemu PCS). Użytkownik AAC wybiera/wskazuje znak lub szereg znaków, przekazując w ten sposób komunikat.

#### Low-tech
Pomoce komunikacyjne low-tech to te, które nie wymagają baterii, elektryczności ani elektroniki. Są to często bardzo proste tablice komunikacyjne lub książki, z których użytkownik wybiera litery, słowa, frazy, obrazy lub symbole, aby przekazać wiadomość. W zależności od fizycznych możliwości i ograniczeń użytkownika może on wskazać odpowiedni komunikat za pomocą części ciała, wskaźnika świetlnego, kierunku patrzenia lub patyczka trzymanego w ustach. Ewentualnie mogą wskazywać „tak” lub „nie”, podczas gdy osoba słuchająca pokazuje im możliwe opcje.

#### High-tech

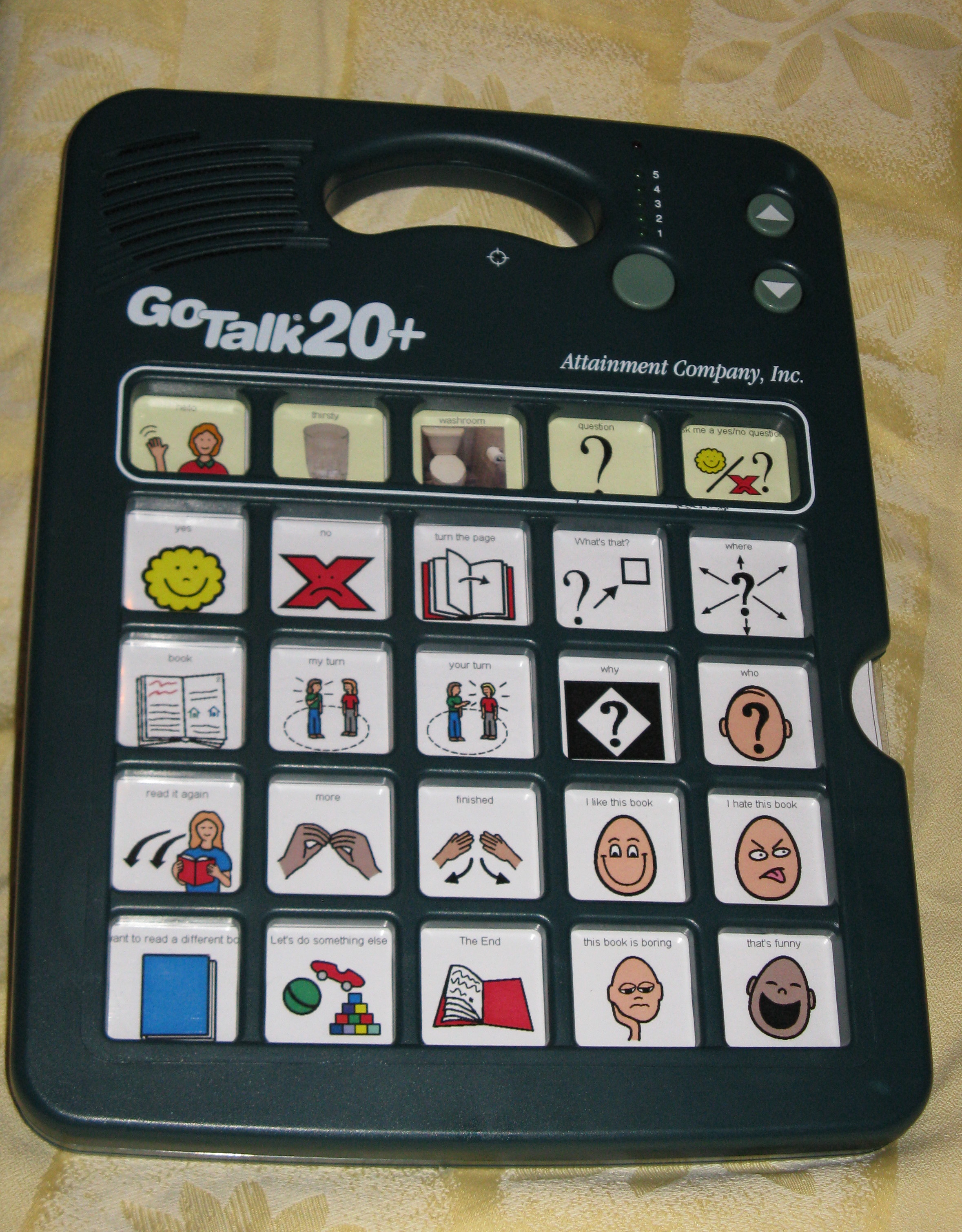
Urządzenie do generowania mowy

Zaawansowane technologicznie pomoce AAC umożliwiają przechowywanie i odzyskiwanie wiadomości elektronicznych, a większość z nich pozwala użytkownikowi komunikować się za pomocą mowy. Takie urządzenia są znane jako urządzenia generujące mowę (ang. speech generating devices, SGD) lub urządzenia do komunikacji głosowej (ang. voice output communication aids, VOCA). Mowa odtwarzana przez urządzenie może być zdigitalizowana lub zsyntetyzowana: systemy zdigitalizowane odtwarzają nagrane słowa lub frazy i są ogólnie bardziej zrozumiałe, podczas gdy mowa zsyntetyzowana wykorzystuje oprogramowanie do zamiany tekstu na mowę, które może być trudniejsze do zrozumienia, ale pozwala użytkownikowi na literowanie słów i przekazywanie niestandardowych komunikatów.

### Komunikacja zależna i niezależna
W komunikacji zależnej osoba komunikująca się jest uzależniona od wsparcia drugiej osoby. W drugim przypadku jest to niepotrzebne.
W wielu przypadkach komunikacja staje się komunikacją zależną jeśli potrzeba tłumacza.

### Przykładowe systemy
Do przykładowych metod zaliczanych do tej kategorii zaliczyć można:
- systemy znaków manualnych:
  - język migowy
  - Makaton
  - fonogesty

- systemy oparte na wykorzystaniu znaków graficznych:
  - PIC
  - PCS
  - Bliss
  - PODD
  - metoda ułatwionej komunikacji
  - Makaton
  - MÓWik
  - TIM (Things I Mean)

- systemy znaków przestrzenno-dotykowych:
  - klocki słowne Premacka
  - alfabet Lorma

## Użytkownicy AAC
Użytkownikami alternatywnych i wspomagających metod komunikacji mogą być osoby z niepełnosprawnością wrodzoną, nabytą oraz osoby nieneurotypowe. W populacji, która skorzysta na wprowadzeniu AAC, znajdziemy osoby z:
- mózgowym porażeniem dziecięcym;
- chorobami i zespołami genetycznymi (jak zespół Downa, zespół Retta czy zespół Angelmana);
- chorobami neurodegeneracyjnymi, powodującymi problemy z kontrolą aparatu artykulacyjnego (np. Stephen Hawking cierpiący na stwardnienie zanikowe boczne był użytkownikiem AAC);
- autyzmem – doświadczające trwale lub czasowo trudności w komunikowaniu się;
- niepełnosprawnością intelektualną.

### Dobór metody dla użytkownika
Istnieje szereg alternatywnych i wspomagających metod komunikacji. Dla każdego użytkownika dobiera się najodpowiedniejszą dla niego metodę w zależności od jego możliwości, potrzeb i ograniczeń. Każdorazowo diagnoza powinna zawierać ocenę funkcjonowania sensomotorycznego (wzrok; słuch; możliwości ruchowe, w zakresie motoryki dużej i małej), ocenę poziomu rozumienia języka oraz analizę aktualnych form komunikacji.
Ważnym czynnikiem warunkującym sukces interwencji jest analiza czynników środowiskowych oraz przygotowanie osób w otoczeniu (tzw. partnerów komunikacyjnych) do nowego sposobu komunikacji.
Przykładowo:
- osobom ze słabo rozwiniętą motoryką małą (np. z powodu mózgowego porażenia dziecięcego) nie poleca się języka migowego, lecz wybór metody dostępu, która nie wymaga precyzyjnych ruchów rąk, jak wskazywanie wzrokiem (bezpośrednio, za pomocą wskaźnika lub z wykorzystaniem eyetrackingu) bądź skanowanie[10],
- osobom z autyzmem, które często przejawiają zaburzenia praksji oralnej oraz trudności w rozumieniu relacji społecznych[11], proponuje się szereg form bazujących na znakach graficznych (PCS, MÓWik[12], PECS), ze szczególnym uwzględnieniem komunikatorów z syntezą głosową (ang. speech-generating devices).

## Metody pseudonaukowe
Niektóre metody podszywają się pod AAC, jednak nie są uznane za wiarygodne. Przykładowo dwie z nich, czyli metoda ułatwionej komunikacji i metoda szybkich podpowiedzi, rzekomo pozwalają osobom niewerbalnym komunikować się, podczas gdy prawdziwym źródłem komunikatów jest osoba wspomagająca.

### Metoda ułatwionej komunikacji
Metoda ułatwionej komunikacji jest zdyskredytowaną naukowo techniką, która ma na celu wspomaganie komunikacji osób z autyzmem lub innymi zaburzeniami komunikacji, które są niewerbalne. Osoba wspomagająca prowadzi ramię lub dłoń osoby niepełnosprawnej i stara się pomóc jej w pisaniu na klawiaturze, lub innym urządzeniu.
Chociaż zwolennicy tej techniki twierdzą, że może ona pomóc osobom niepełnosprawnym w komunikacji, badania wskazują, że źródłem komunikatów uzyskanych za pośrednictwem tej techniki jest osoba wspomagająca, a nie osoba niepełnosprawna. Osoba wspomagająca może wierzyć, że nie jest źródłem wiadomości ze względu na efekt ideomotoryczny, czyli ten sam efekt, jaki występuje w przypadku tablicy Ouija. Badania systematycznie wykazywały, że metoda ta nie jest w stanie dostarczyć poprawnej odpowiedzi nawet na proste pytania, jeśli osoba wspomagająca nie zna na nie odpowiedzi (np. kiedy pokazuje się obiekt pacjentowi, ale nie osobie wspomagającej). Ponadto wielokrotnie zdarzało się, że asystenci uznawali, że osoba niepełnosprawna wpisuje spójną wiadomość, kiedy miała zamknięte oczy lub kiedy odwracała wzrok, lub nie wykazywała szczególnego zainteresowania tablicą z literami.
Metoda ułatwionej komunikacji została określona jako „jedną z najbardziej naukowo zdyskredytowanych praktyk spośród wszystkich metod stosowanych w przypadku niepełnosprawności rozwojowych”. Panuje konsensus naukowy, że ułatwiona komunikacja nie jest skuteczną techniką komunikacji, a jej stosowanie jest zdecydowanie odradzane przez większość specjalistycznych organizacji zajmujących się niepełnosprawnością mowy i języka. Odnotowano dużą liczbę fałszywych oskarżeń o nadużycia składanych za pośrednictwem ułatwionej komunikacji.

### Metoda szybkich podpowiedzi
Metoda szybkich podpowiedzi (ang. rapid prompting method, RPM) jest pseudonaukową techniką, która ma na celu wspomaganie komunikacji osób z autyzmem lub innymi niepełnosprawnościami poprzez wskazywanie, pisanie na klawiaturze lub na papierze. Znana również jako metoda „od literowania do komunikacji” (ang. spelling to communicate, S2C), jest ściśle związana z naukowo zdyskredytowaną metodą ułatwionej komunikacji. Osoby stosujące metodę szybkich podpowiedzi nie podjęły się oceny kwestii autorstwa komunikatów z wykorzystaniem podstawowych i bezpośrednich metod naukowych, argumentując, że byłoby to stygmatyzujące i że dopuszczenie naukowej krytyki tej techniki pozbawia osoby z autyzmem prawa do komunikacji. Amerykańskie Stowarzyszenie Mowy, Języka i Słuchu opublikowało oświadczenie sprzeciwiające się stosowaniu tej metody.
Soma Mukhopadhyay jest uznawany za twórcę RPM, chociaż inni opracowali również podobne techniki, znane jako informacyjne wskazywanie (ang. informative pointing) lub terapia alfabetyczna (ang. alphabet therapy). Osoby stosujące RPM zgłaszają nadspodziewane umiejętności czytania i pisania u swoich pacjentów, a także zmniejszenie niektórych problemów behawioralnych związanych z autyzmem. Według amerykańskiego psychologa Stuarta Vyse'a pomimo tego, że RPM różni się pod pewnymi względami od ułatwionej komunikacji „ma taki sam potencjał nieświadomego podpowiadania, ponieważ tablica z literami jest zawsze trzymana w górze przez asystenta. Tak długo, jak metoda komunikacji wymaga aktywnego udziału innej osoby, pozostaje potencjał do nieświadomego naprowadzania".
Krytycy ostrzegają, że nadmierne poleganie w RPM na podpowiedziach (werbalnych i ruchowych wskazówkach udzielanych przez osoby wspomagające) może hamować rozwój niezależnej komunikacji w grupie docelowej. Do kwietnia 2017 r. przeprowadzono tylko jedno badanie naukowe próbujące potwierdzić skuteczność twierdzeń Mukhopadhyaya, choć jego recenzenci stwierdzili, że miało ono poważne wady metodologiczne.